# August-Exter-Straße 22

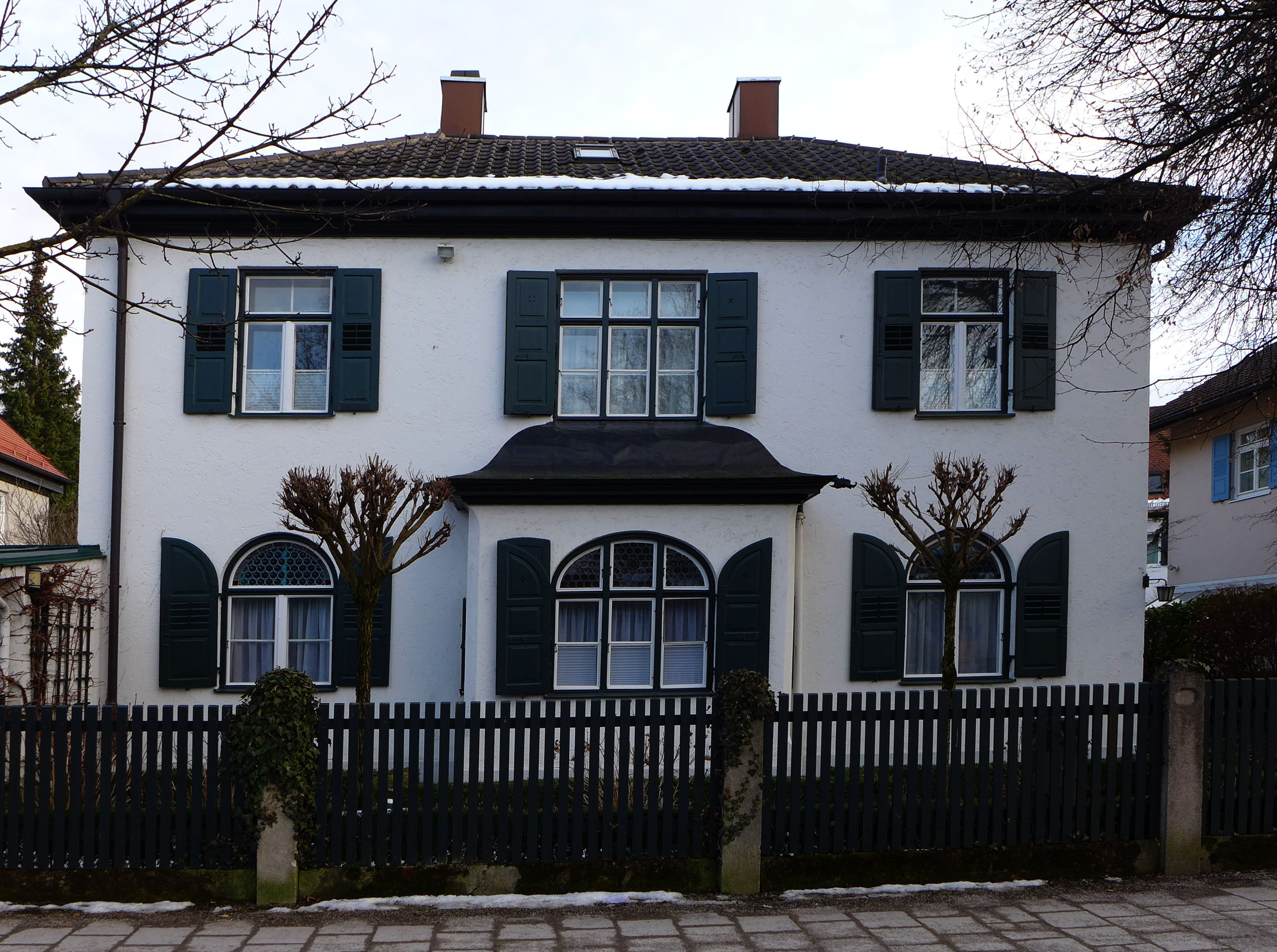
Haus August-Exter-Straße 22 im Stadtteil Pasing von München

Das Gebäude August-Exter-Straße 22 im Stadtteil Pasing der bayerischen Landeshauptstadt München wurde um 1895 errichtet. Die Villa in der August-Exter-Straße, die zur Erstbebauung der Villenkolonie Pasing I gehört, ist ein geschütztes Baudenkmal.
Das barockisierende Haus wurde nach Plänen des Büros von August Exter erbaut. Der Walmdachbau gehört zu einem Typus der Musterhäuser, die vom Büro August Exter in der Villenkolonie Pasing I angeboten wurden. Das Haus mit einem mittleren Bodenerker besitzt eine hintere Flurzone zur Erschließung von drei nach vorn ausgerichteten Zimmern. Der rückwärtige Anbau aus dem Jahr 1956 wurde 1994 erweitert.